# Erika Greber
Erika Greber (* 15. September 1952 in Freudenstadt; † 31. Juli 2011) war eine deutsche Literaturwissenschaftlerin. Zuletzt war Greber Inhaberin des Lehrstuhls für Komparatistik an der Universität Erlangen-Nürnberg und Prodekanin der dortigen Philosophischen Fakultät.

## Werdegang
Nach einem Studium der Russistik und Anglistik mit Begleitstudium Pädagogik und Philosophie in Tübingen und Göttingen wurde Greber 1987 an der Universität Konstanz bei Renate Lachmann mit einer Arbeit zur frühen Prosa Boris Pasternaks promoviert. Sie war Stipendiatin des Graduiertenkollegs „Theorie der Literatur und der Kommunikation“ und erste Preisträgerin des 1993 gestifteten Lehrpreises des Landes Baden-Württemberg für die Universität Konstanz. 1994 erfolgte die Habilitation in den Fächern Komparatistik und Slavistik. Von 1995 bis 2007 war Greber Professorin für Allgemeine und Vergleichende Literaturwissenschaft an der Ludwig-Maximilians-Universität München, von 2007 bis 2011 am Institut für Germanistik der Universität Erlangen-Nürnberg (Lehrstuhl für Vergleichende Literaturwissenschaft in Verbindung mit Neuerer deutscher Literatur und Osteuropaschwerpunkt). 1997/98 hatte sie eine einjährige Gastprofessur am Department of English and Comparative Literature der University of California (Irvine) inne. Von 1998 bis 2001 war sie Sprecherin des Münchner Graduiertenkollegs „Geschlechterdifferenz und Literatur“. Von 2006 bis 2007 war sie Sprecherin des Promotionsstudiengangs „Literaturwissenschaft“ (im IPP-Programm durch DAAD und DFG gefördert). Seit 2009 war sie Mitglied der Academia Europaea.
Zu ihren Forschungsschwerpunkten gehörten die Selbstreflexion in Literatur und Bildender Kunst, Intertextualität und Intermedialität (verbale und visuelle Medien), Interkulturalität, literarische Spielformen, Gender Studies und feministische Literaturtheorie. Greber war Mitherausgeberin von mehreren Fachzeitschriften und wissenschaftlichen Jahrbüchern bzw. Mitglied in deren Beirat.

## Publikationen (Auswahl)
- Intertextualität und Interpretierbarkeit des Texts. Zur frühen Prosa Boris Pasternaks. Theorie und Geschichte der Literatur und der schönen Künste: Reihe C, Ästhetik, Kunst und Literatur in der Geschichte der Neuzeit, Bd. 8. Fink, München 1989, ISBN 3-7705-2588-4 (zugleich: Konstanz, Universität, Dissertation, 1987).
- Textile Texte. Poetologische Metaphorik und Literaturtheorie. Studien zur Tradition des Wortflechtens und der Kombinatorik. Pictura et Poesis, Bd. 9. Böhlau, Köln u. a. 2002, ISBN 3-412-14896-2 (zugleich: Konstanz, Universität, Habilitations-Schrift, 1994).
- SchriftBild. Dokumentation zur Ausstellung vom 30. Juni bis 24. Juli 2000 in der Universitätsbibliothek und der Lyrikbibliothek am Institut für Komparatistik, Universität München. Institut für Allgemeine und Vergleichende Literaturwissenschaft, Universität München, München 2000.
- als Herausgeberin mit Susi K. Frank, Schamma Schahadat und Igor Smirnov: Gedächtnis und Phantasma. Festschrift für Renate Lachmann (= Die Welt der Slaven. Sammelbände 13). Sagner, München  2001, ISBN 3-87690-820-5.
- als Herausgeberin mit Konrad Ehlich und Jan-Dirk Müller: Materialität und Medialität von Schrift (= Schrift und Bild in Bewegung. Bd. 1). Aisthesis, Bielefeld 2002, ISBN 3-89528-345-2.
- als Herausgeberin mit Bettine Menke: Manier – Manieren – Manierismen. Festgabe für Renate Lachmann (= Literatur und Anthropologie. Bd. 18). Narr, Tübingen 2003, ISBN 3-8233-5717-4.
- als Herausgeberin mit Roger Lüdeke: Intermedium Literatur. Beiträge zu einer Medientheorie der Literaturwissenschaft (= Münchener komparatistische Studien. Bd. 5). Wallstein, Göttingen 2004, ISBN 3-89244-765-9.